# 全海笋
全海笋（学名：Barnea candida）是海螂目鸥蛤科全海笋属的一种。

## 分佈
本物種在太平洋僅在中國東、南沿海有分佈，包括福建平潭、東山，廣東汕頭、水東、烏石、湛江及海南三亞、廣西北部灣等地；但在大西洋分佈很廣的種、從蘇格蘭至非洲西北角摩洛哥的索维拉、堪撤多灣、地中海以至黑海都曾發現。
常栖息在潮下带、浅海泥沙底。

## 外部連結
- 維基物種上的相關：全海笋
- Verspreiding in Nederland
- SoortenBank.nl: beschrijving en afbeeldingen van de Witte boormossel（页面存档备份，存于）

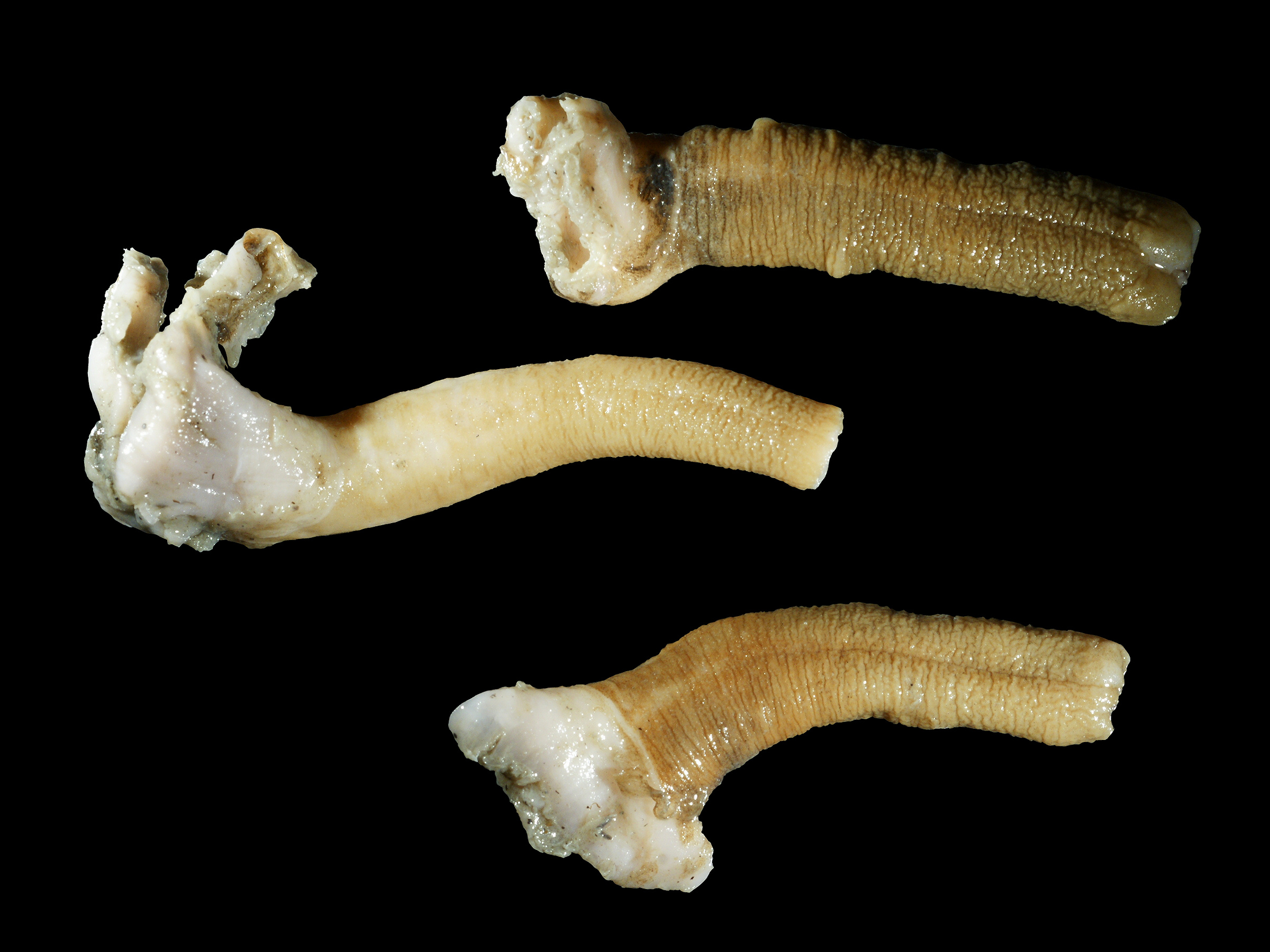
Sifons van Barnea candida

- Waarneming.nl: Barnea candida
- Animal Diversity Web: Barnea（页面存档备份，存于）
- MarBEF Data System: Barnea candida（页面存档备份，存于）
- MARLIN: Barnea candida（页面存档备份，存于）